# ロールス・ロイス RR500

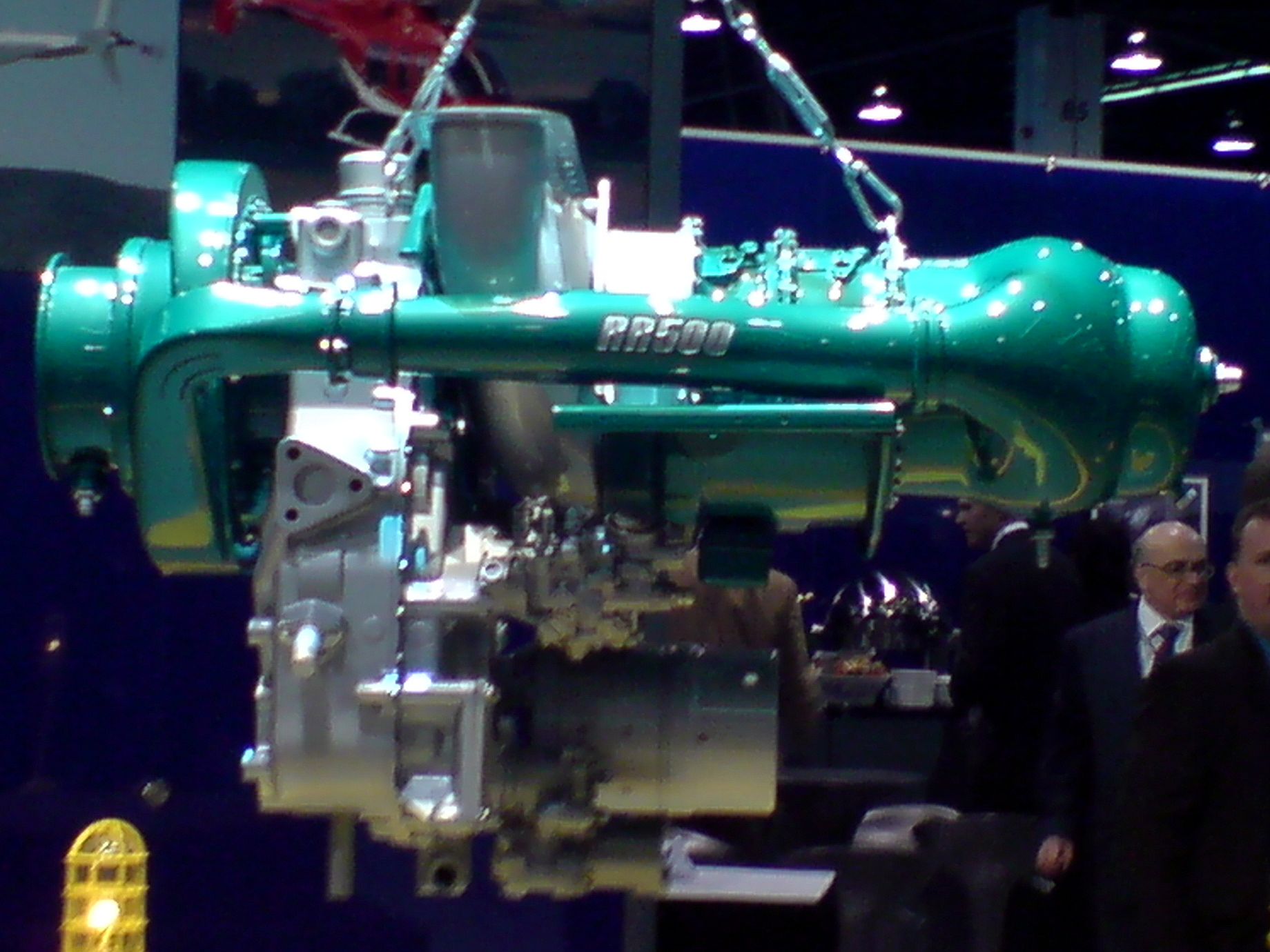
Heliexpo2009で展示されたRR500

ロールス・ロイスRR500はロールス・ロイス・ノースアメリカによって開発された小型のガスタービンエンジンのシリーズである。RR500TP は小型の航空機で使用されるターボプロップ仕様の派生機種である。
RR500TSは小型ヘリコプター用に設計されたターボシャフトエンジン仕様の派生機種である。

## 設計と開発
RR500はロールス・ロイス RR300の大型版で出力を高めるためにエンジンのコアを大型化した。

補機を伴うエンジンの基本重量は250 lb (113 kg)である。離陸時の出力は約500 shp (373 kW) で巡航時の出力は380 shp (280 kW)である。 前機種であるアリソン 250と同様に全てのタービンエンジン(競合するプラット・アンド・ホイットニー・カナダ PT6を含めて)は航空用ガソリンではなくジェット燃料を使用する。同様にタービンエンジンの整備費用が高い事を差し引いても同規模の出力のレシプロエンジンよりも整備頻度が少ないとされた。
ターボシャフト仕様のRR500TSも同様に開発中である。

## 派生型
RR500TP
RR500TS

## 仕様諸元 (RR500 計画時)
一般的特性
- 形式: 2軸式ターボプロップ
- 全長: 43.1インチ (109 cm)
- 直径: 23.4インチ (59 cm)
- 乾燥重量: 225ポンド (102 kg)

構成要素
- 圧縮機: 単段遠心式

性能
- 出力: 離陸時f : 475軸馬力 (354 kW) 
最大定格時 : 400軸馬力 (300 kW)
通常巡航時 : 350軸馬力 (260 kW)
- 全圧縮比（英語版）: 7.5:1
- 燃料流量: 離陸時 : 294.5ポンド (133.6 kg) /時間
最大定格時: 259.6ポンド (117.8 kg) /時間
通常巡航時: 236.95ポンド (107.48 kg)/時間
- 燃料消費率: Take-off : 0.620ポンド毎馬力 (0.377 kg/kW) /時間
最大定格時: 0.649ポンド毎馬力 (0.395 kg/kW) /時間
通常巡航時: 0.677ポンド毎馬力 (0.412 kg/kW) /時間
- 出力重量比: 0.474ポンド毎馬力 (0.288 kg/kW)

出典: Rolls-Royce 